# سیسمونی

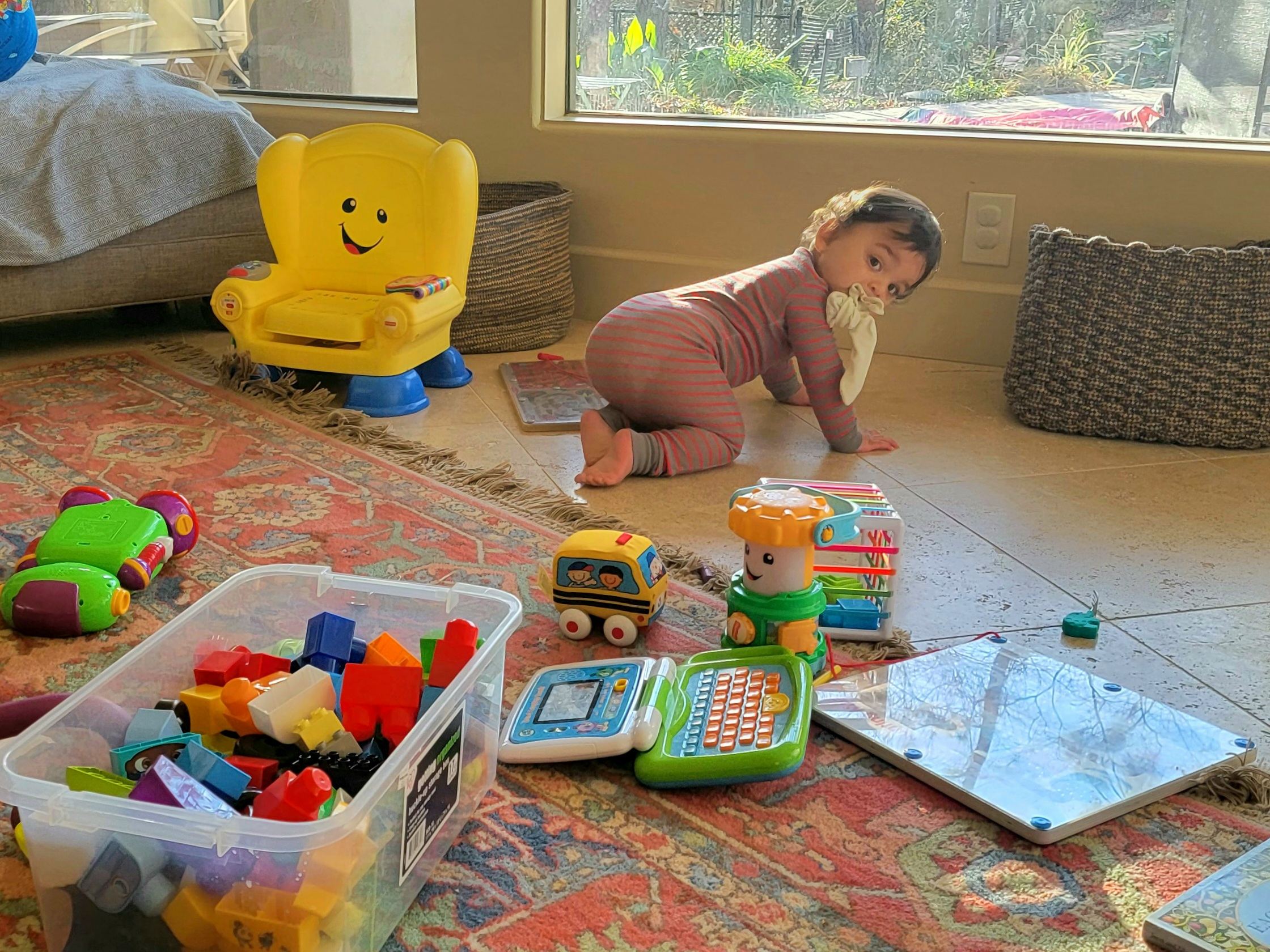
کودک به همراه لوازم بازی

سْیسْمونی (به انگلیسی: Layette) عبارت است از رخت و لباس و لوازم خواب و حمام نوزاد اول. در فرهنگ اغلب مناطق ایران رسم بر آن است که برای نوزادِ اول وسایل موردنیاز، توسط خانوادهٔ عروس تهیه می‌شود و به خانهٔ عروس و داماد می‌فرستند.

## رسوم قدیم
سیسمونی را بعد از ماه ششم و معمولاً در ماه‌های طاق (فردِ) حاملگی و اغلب در ماه هفتم می‌فرستادند. در روز ارسال سیسمونی معمولاً خانوادهٔ داماد برای ناهار به خانهٔ پدر عروس دعوت می‌شده‌اند. در گذشته، سیسمونی از این موارد تشکیل می‌شده‌است:

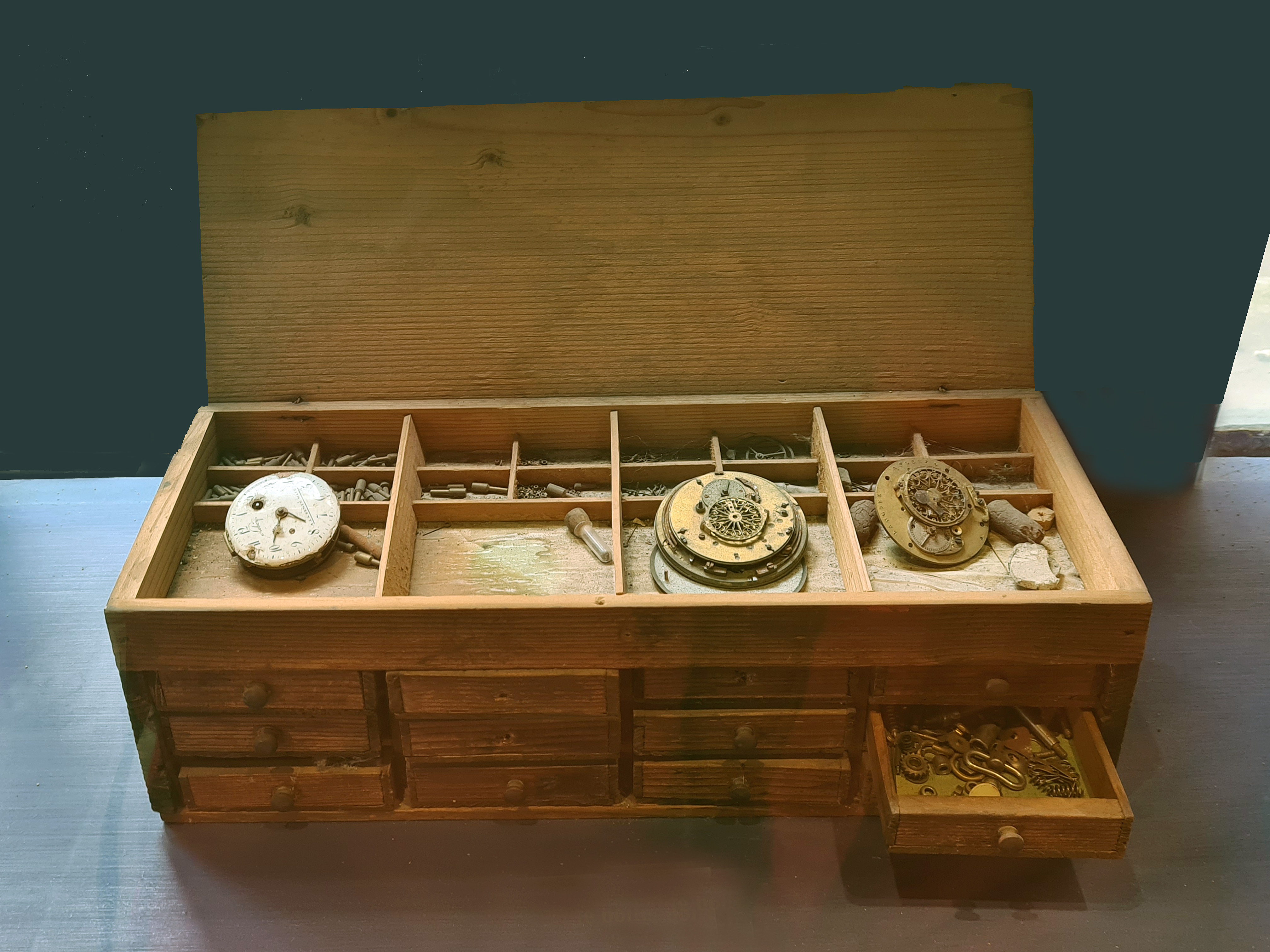
یک سیسمونی

یک تا هفت قباچه (در سایزهای گوناگون برای نوزاد توخشتی (تازه‌متولدشده) تا کودک سه یا چهار ساله. کلاه کوچک به تعداد لباس‌ها از جنس ترمه یا مخمل آستردار برای زمستان و از جنس اطلس برای تابستان. همچنین لچک سفید و کمرچین و سینه‌بند پنبه‌ای از جنس ململ یا ابریشم (به تعداد لباس‌ها، کهنه از جنس چیت، مشمع، تشکچه، بالشتک پَر قو یا پشم شتر، قنداق، گوشواره و النگو برای دختر و کارد چوبی با غلاف مخمل برای پسر، یک عدد ننو (گهوارهٔ تابستانی) و یک گهوارهٔ چوبی، رختخواب بچگانه، پستانی (وسیله‌ای پارچه‌ای که در آن نبات می‌گذاشتند و کار پستانک‌های پلاستیکیِ امروزی را می‌کرده‌است)، آردِ برنج، زعفران و هل، عروسک پنبه‌ای (برای دختر) و اسب چوبی، تیله و مهره برای پسر به‌همراه انواع طلسمات!
از جمله اقلام اصلی سیسمونی که مادران باید به فکر آن‌ها باشند می‌توان به لباس نوزاد، وسایل غذاخوری، وسایل حمل، بهداشت و حمام، کالای خواب، تزیینات و دکوراسیون اتاق خواب کودک، اسباب بازی و … اشاره کرد.

## لوازم سیسمونی
سیسمونی نوزاد مجموعه‌ای از وسایل ضروری برای مراقبت، تغذیه، خواب، بهداشت و سرگرمی نوزاد است که بطور معمول چهارماه بعداز بارداری  تهیه می‌شود. پس از چهارماه جنسیت جنین در شکم مادر، قابل تشخیص است و سیسمونی‌های مرتبط با آن می‌بایست خریداری شود.
جنسیت نوزاد یکی از عوامل تأثیرگذار بر خرید لوازم سیسمونی برپایه رنگ است. برای نوزاد دختر از رنگ‌های گرم مانند صورتی، قرمز، نارنجی و زرد و برای نوزاد پسر از رنگ‌های سرد مانند آبی، بنفش، فیروزه‌ای و سبز در انتخاب لوازم سیسمونی استفاده می‌شود. همچنین فارغ از جنسیت و رنگ‌های مرتبط با آن، می‌توان از ترکیب رنگ‌های مختلف نسبت به دکوراسیون اتاق نیز استفاده کرد.

### لوازم تغذیه نوزاد[۴]

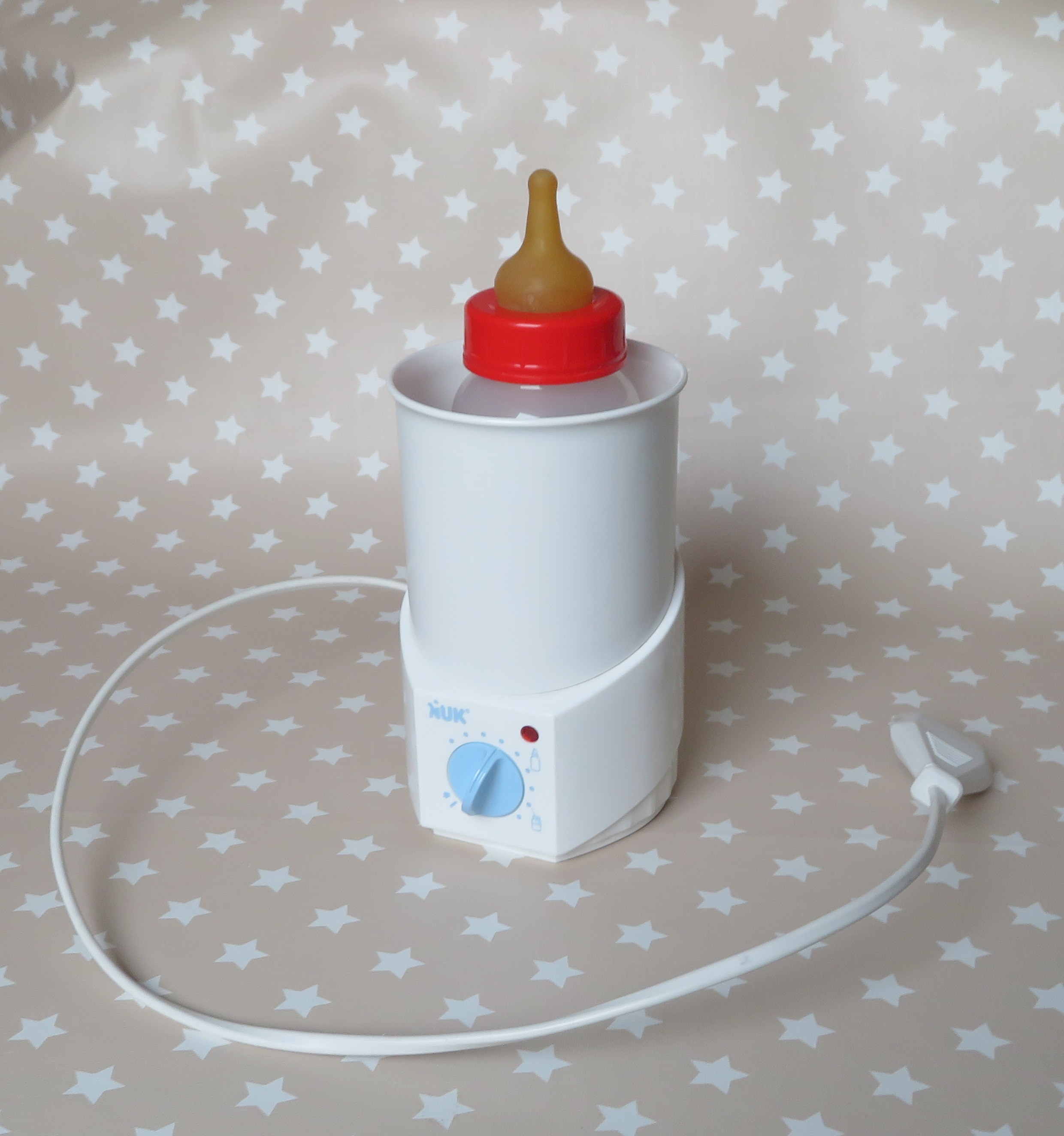
گرم‌کن شیشه شیر

- شیر خشک کودک و جاپودری برای شیر خشک
- شیشه شیر و سرشیشه
- گرم‌کن شیشه شیر
- جمع کننده شیر مادر
- بالش شیردهی
- پمپ شیر مادر یا شیردوش دستی/برقی
- کاور شیردهی
- کرم شقاق سینه: برای درمان درد شیردهی
- سوتین شیردهی
- پستانک
  - پستانک ارتودنسی
  - پستانک میوه خوری
- ظرف نریز
- قاشق مخزن دار
- لیوان نی‌دار
- لیوان آبمیوه‌خوری و سرلاک‌خوری
- فلاسک غذا و آب
- پارچه آروغ‌گیر
- صندلی غذای کودک

### لوازم بهداشتی و حمام نوزاد[۵]
- شامپو بچه
- صابون بچه
- صابون لباس کودک
- وان نوزاد
- حوله کلاهدار و خشک‌کن نوزاد
- صندلی آسان‌شور نوزاد
- استند نگهدارنده کودک
- لیف نرم، دماسنج حمام
- حوله تنپوش نوزاد
- حوله دست و صورت نوزاد
- پودر بچه
- کرم سوختگی و لوسیون بدن
- برس نوزاد
- دستمال مرطوب
- پوآر بینی یا فین‌گیر
- خشک‌کن کودک
- گوش‌پاک‌کن نوزادی
- ناخن‌گیر نوزاد
- مسواک انگشتی
- پوشک
- میز تعویض نوزاد
- تشک تعویض نوزاد
- تشک ضد حساسیت
- سطل پوشک
- زیرانداز نوزاد برای تعویض پوشک
- پیشبند کودک ضد آب
- دستگاه هشدار دهنده شب ادراری
- دندان‌گیر
  - دستکش دندانگیر
- شیشه شور کودک
- استریل‌کننده شیشه شیر

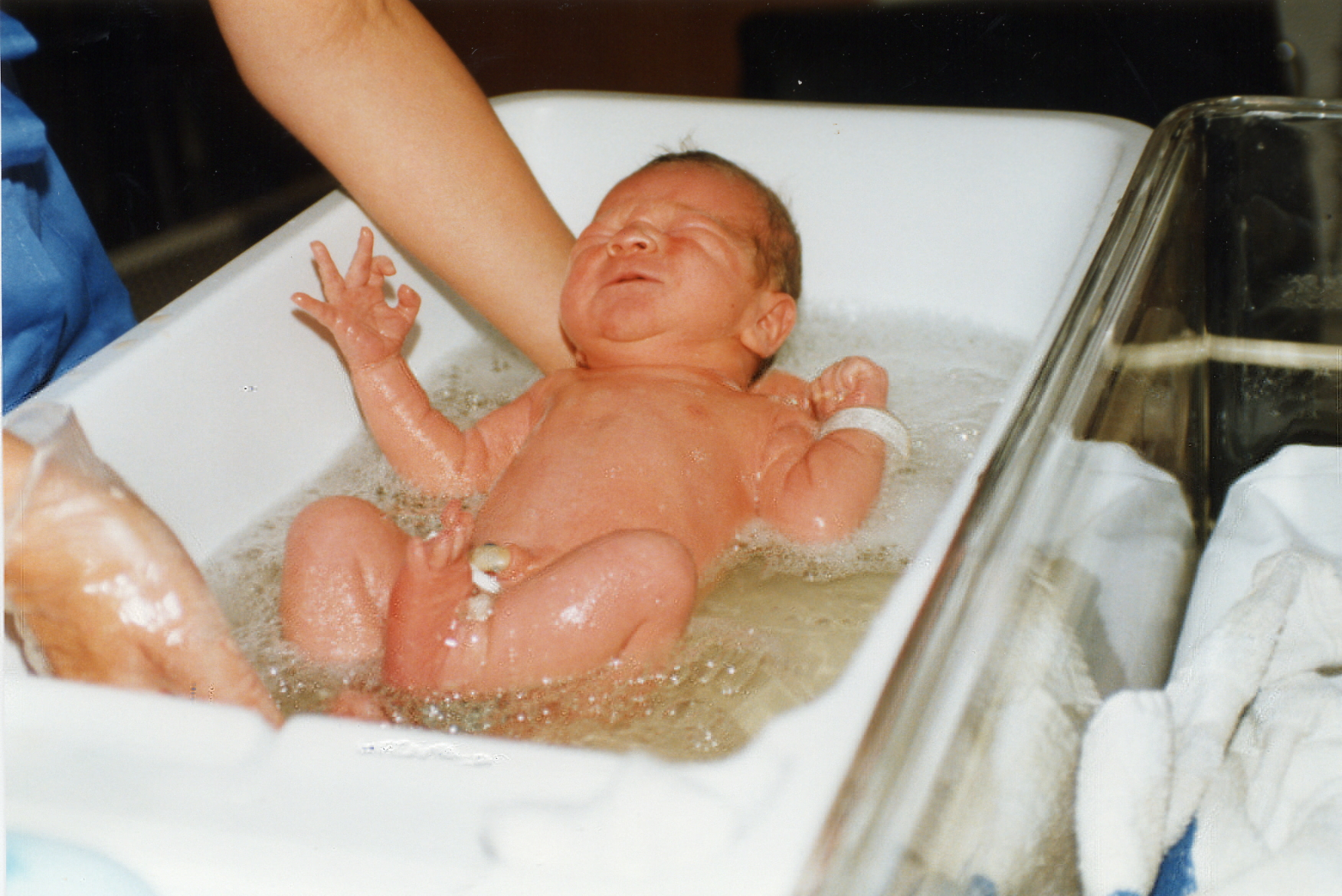
شستشو در وان نوزاد

- آبچکان شیشه شیر یا خشک‌کن شیشه شیر
- کمربند آنتی کولیک: کمربند ضدنفخ نوزاد
- دستگاه شنود قلب جنین
- ناف بند نوزاد
- محافظ مکیدن انگشت نوزاد
- کهنه شور: مخصوص لباس‌های لطیف و کوچک
- روغن بچه: برای جلوگیری از دهیدراته شدن پوست نوزاد

### لوازم سرویس خواب نوزاد[۶]
- تخت نوزاد

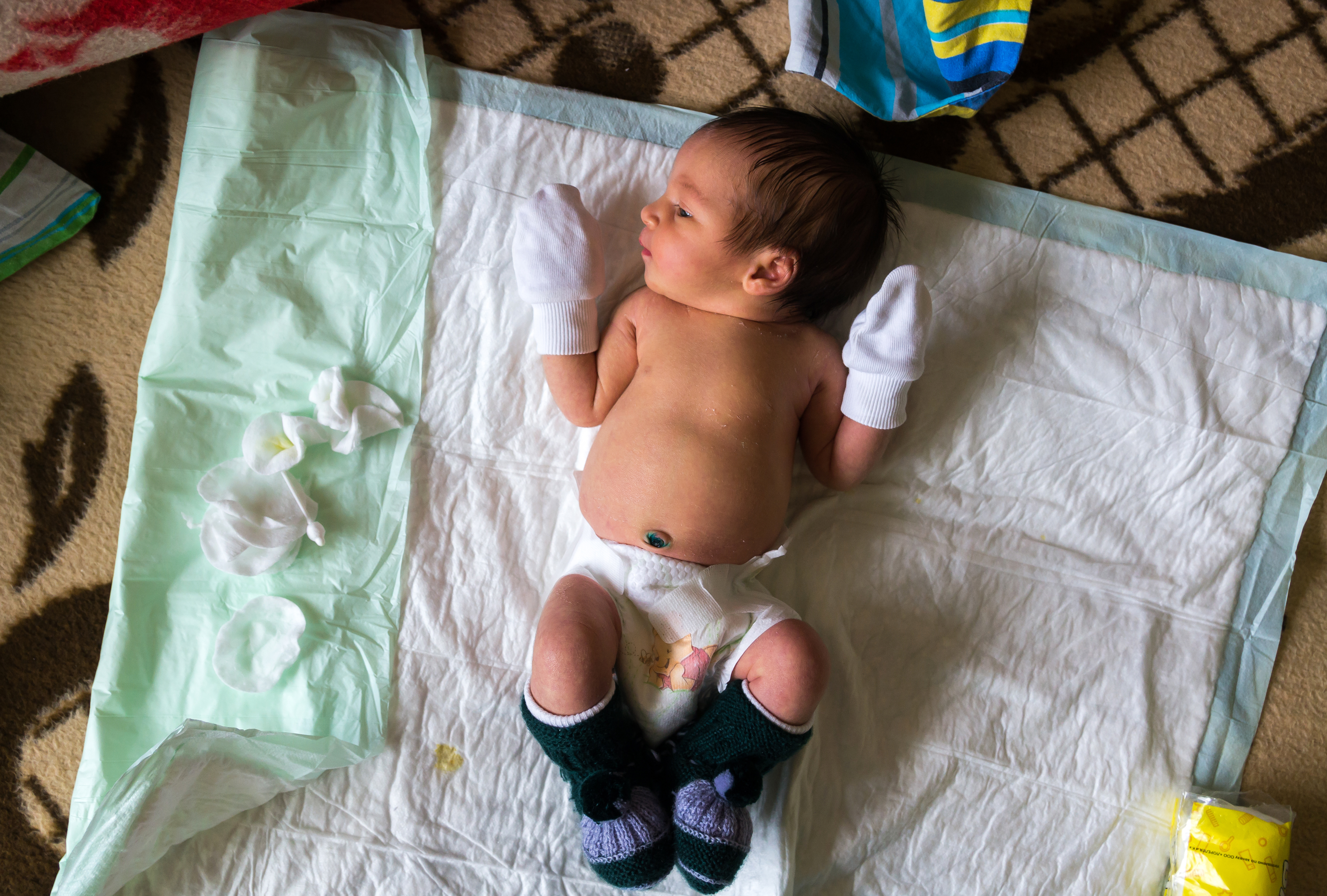
پدهای محافظ دست و پای نوزاد

- تخت دومنظوره: پشتیبانی برای سنین نوپا تا نوجوان
- تخت پارک
- تشک غلت‌گیر نوزاد
- گهواره
  - تشک گهواره
  - گهواره برقی
  - نی‌نی‌لای‌لای
  - تخت کنار مادر گهواره شونده
- قنداق یا سوادل
  - قنداق برقی
  - قنداق پادار
  - قنداق فرنگی
  - آغوشگیر یا قنداق سوئیسی
- بالش فرم‌دهی سر نوزاد
- پتو نوزادی
- ملحفه ضدآب
- پشه‌بند نوزاد
- چراغ خواب
- تشک آنتی‌رفلاکس
- آویز تخت یا بیبی موبایل (Baby Mobile)
  - آویز تخت موزیکال: برای آرام‌سازی کودک
- تاب سقفی
- کمد و دراور کودک

### پوشاک نوزاد[۷]

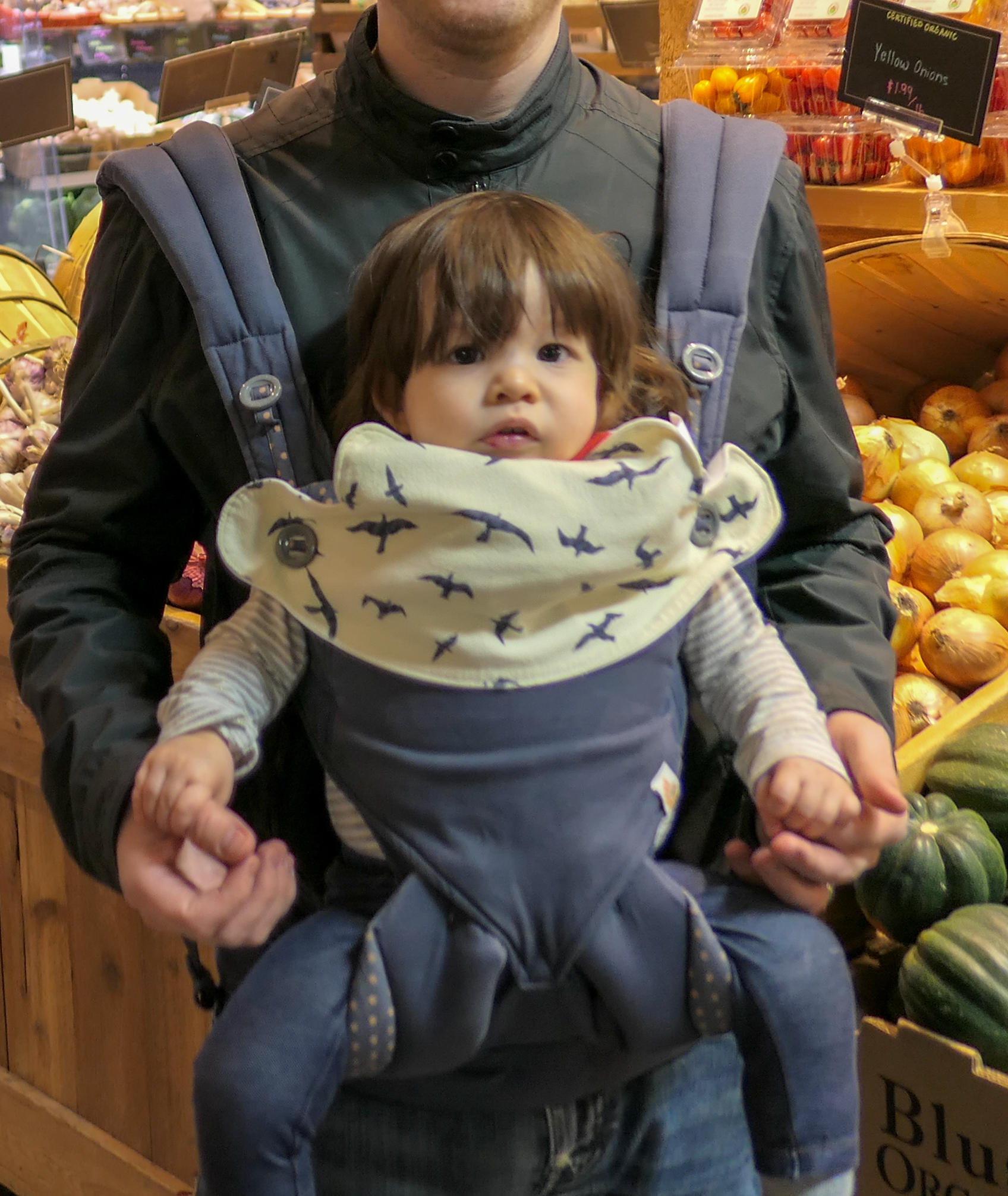
آغوشی کودک

پوشاک نوزاد (Infant clothing) می‌بایست از جنس پنبه و نخ باشد تا به پوست نوزاد آسیبی وارد نشود. همچنین نوزاد سریع رشد می‌کند، بنابراین بهتر است لباس‌های کمی بزرگ‌تر از سایز فعلی نوزاد خریداری شود.

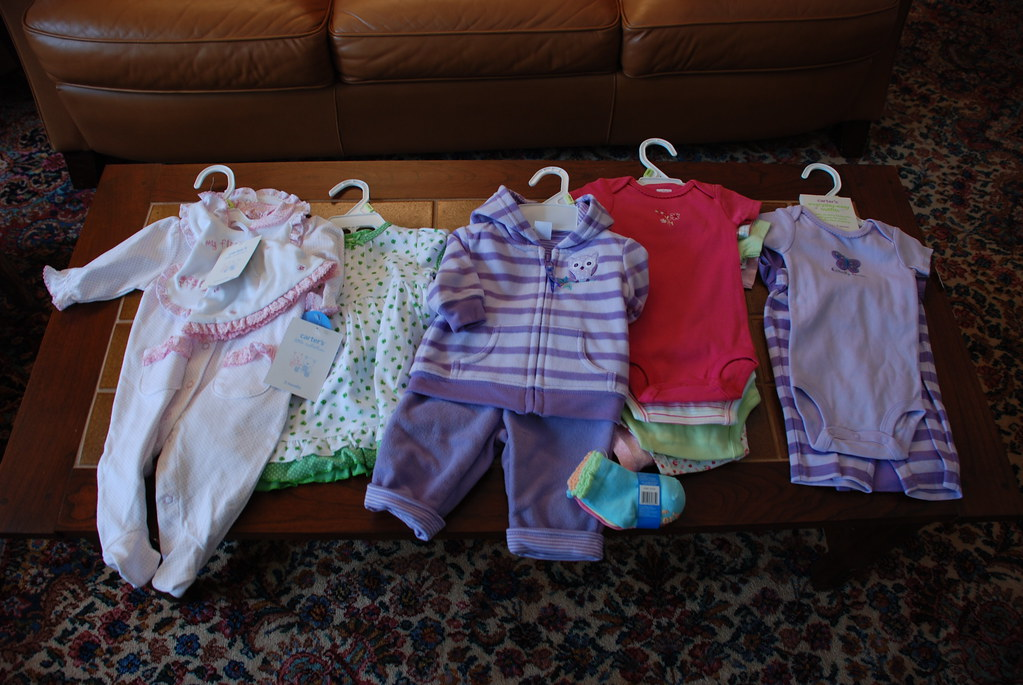
پوشاک مخصوص نوزاد

- ست بیمارستانی نوزاد: وسایل ضروری برای استفاده در بیمارستان و چند روز اول زندگی نوزاد است.
- ارگانایزر یا نظم دهنده سیسمونی
- لباس زیر دکمه دار یا بادی نوزاد
- لباس سرهمی نوزاد یا بلنکت اسلیپر
- بلوز و شلوار
- ست کلاه، دستکش و پاپوش نوزادی
- کاپشن نوزاد و لباس مهمانی
- سرویس حوله و پتوی نوزاد
- رامپر نوزاد
- شورت آموزشی
- ریسمان راهنما
- دورپیچ نوزاد
- شورت دوگره

### لوازم حمل و سفر سیسمونی[۸]
- کیف تخت شو یا ساک لوازم نوزاد
- کالسکه (سبک و مسافرتی)
- کاور باران کالسکه
- کریر
- راکر (مانند راکر اسب دو کاره)
- ساک حمل نوزاد
- سبد حمل نوزاد
- آغوشی نوزاد
- ساک حمل نوزاد و ساک لوازم کودک
- کفش و پاپوش نوزاد
- صندلی ماشین کودک
- چمدان کودک
- آینه دید عقب کودک

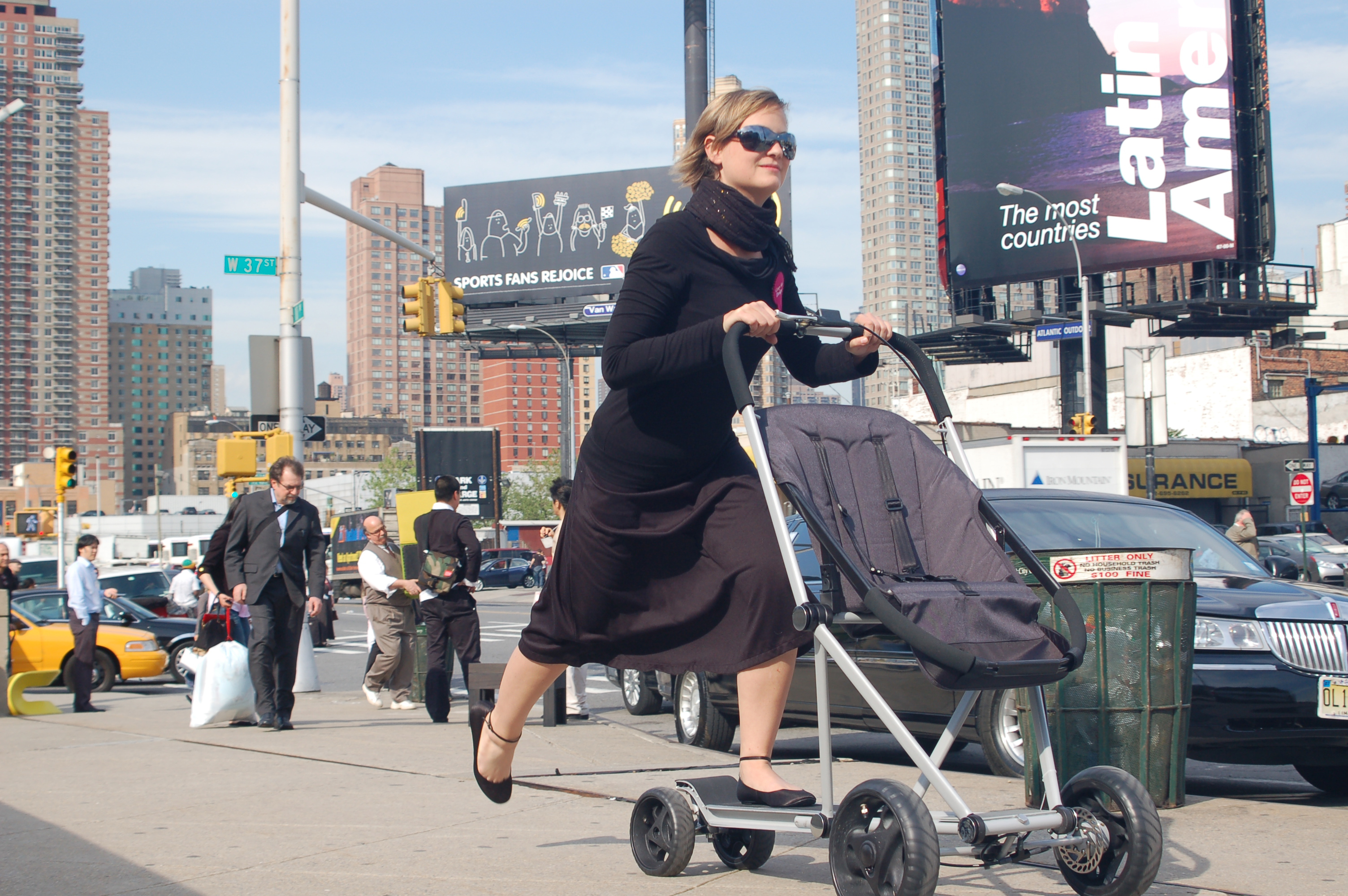
کالسکه اسکوتری

- کمربند کمکی یا بند کمک راه: مناسب شروع یادگیری راه رفتن نوزاد.
- دستبند محافظ کودک: برای جلوگیری از گم شدن کودک در ازدحام جمعیت.
- صندلی کودک دوچرخه
- کمربند موتور کودک

### لوازم ایمنی سیسمونی[۹]
- ضربه گیر سر نوزاد
- قفل پریز برق
- محافظ انگشت درب و پنجره
- محافظ گوشه میز و کابینت
- قفل پنجره کودک
- چهارپایه محافظ کودک

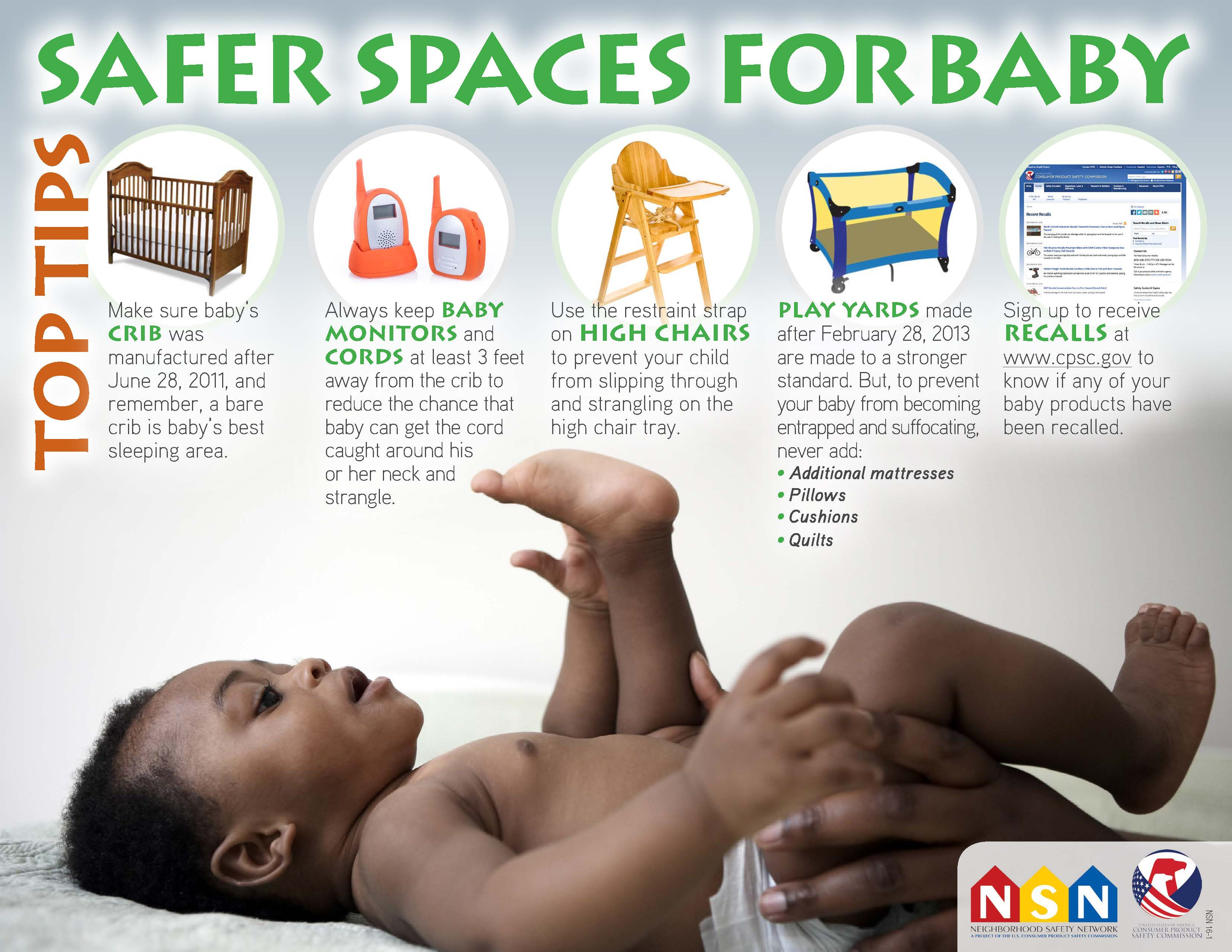
لوازم ایمنی نوزاد

- قفل چندمنظوره: قفل چندمنظوره می‌تواند قفل کابینت، یخچال، اجاق، مایکرویو و حتی قفل توالت فرنگی باشد.
- گارد تخت کودک
- گیت محافظ نوزاد
- تور ایمن سازی کودک
- زیر دری اتاق کودک
- تشک غلتگیر

### لوازم سرگرمی نوزاد[۱۰]
- تشک بازی (پلی جیم)
- پلی‌پن
- واترمت
- جغجغه

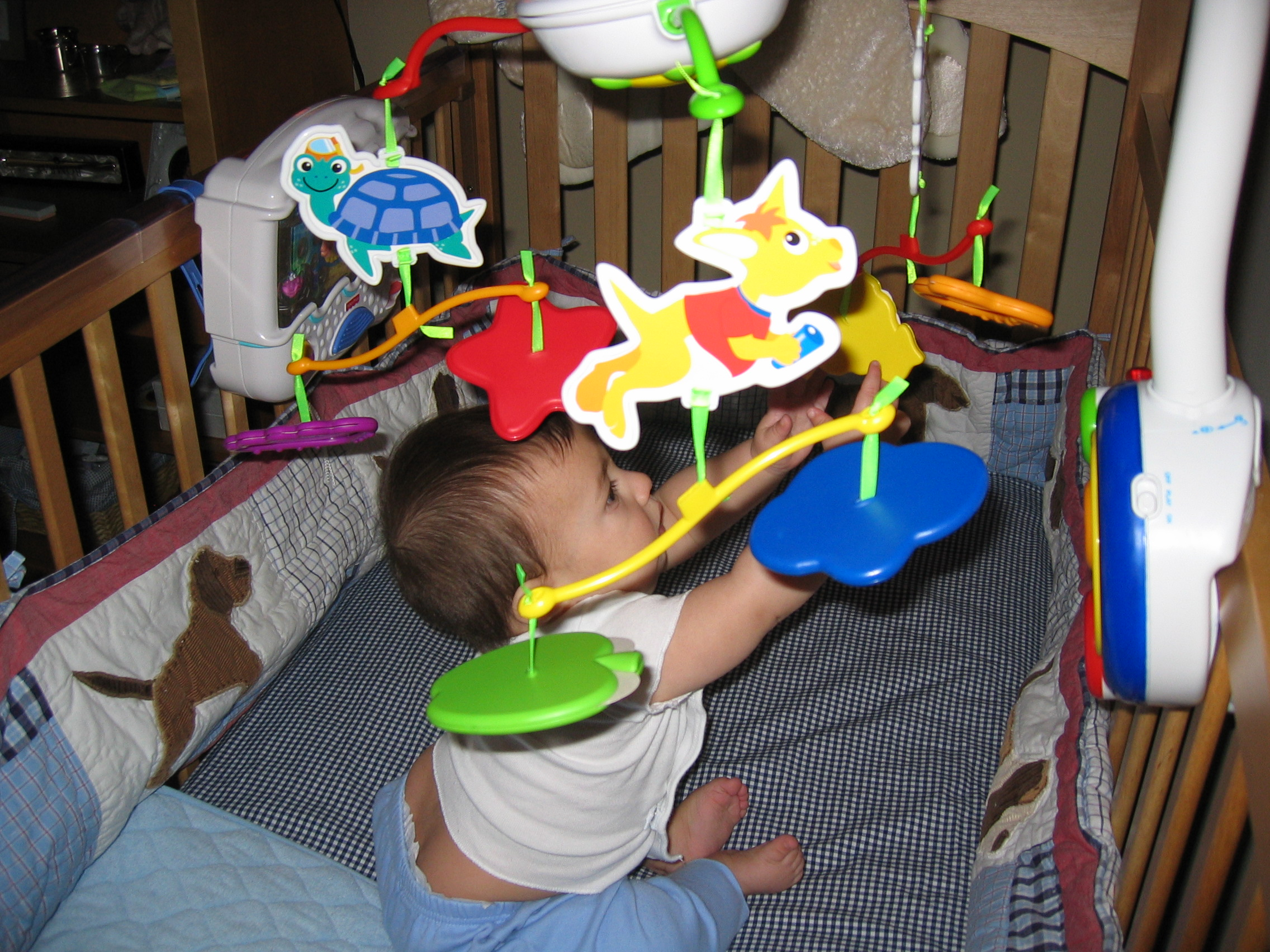
آویز تخت یا بیبی موبایل

- اسباب بازی پولیشی: اسباب بازی مناسب سلامت پوست نوزاد.
- جامپر کودک
- روروک یا واکر
- ماشین شارژی
- کتاب حمام نوزاد
- اسباب‌بازی حمام
- تاب نوزادی یا تاب بارفیکس
- پازل فومی کودک
- بند پستانک
- توپ آبپاش حمام
- اسب پلاستیکی کودک

### لوازم دکور سیسمونی

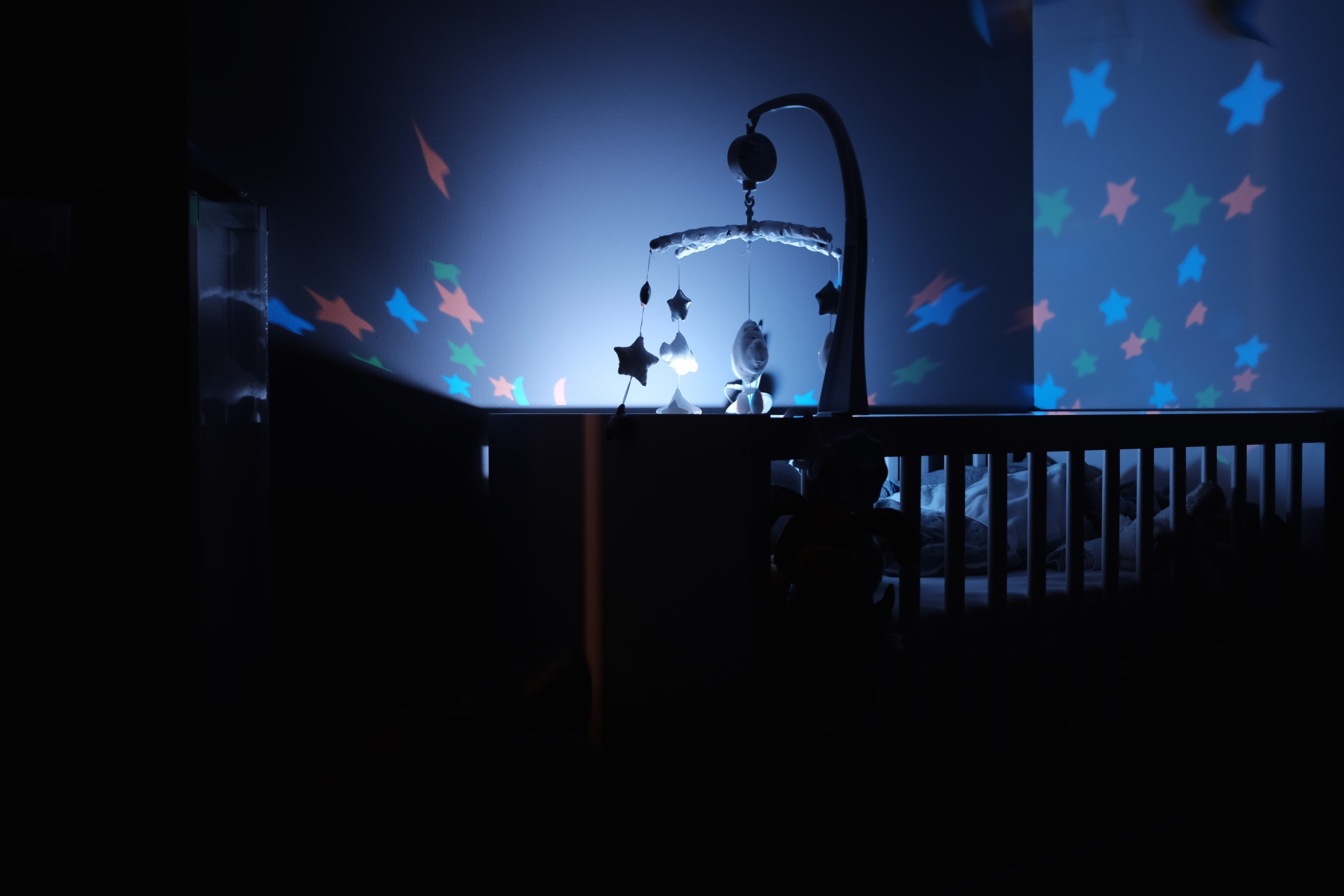
چراغ خواب تابشی

### لوازم دکور سیسمونی[۱۱]
- ست اکسسوری اتاق نوزاد
- پک قالبگیری تندیس نوزاد
- جعبه دندان شیری
- هشداردهنده کودک در خودرو
- تگ درب اتاق
- استیکر پریز
- استیکر دیواری شب نما
- چراغ خواب تابشی
- آویز قد یا متر اندازه‌گیری نوزاد
- آویز حصیری کودک
- پارچه ماهگرد نوزاد

## نگارخانه

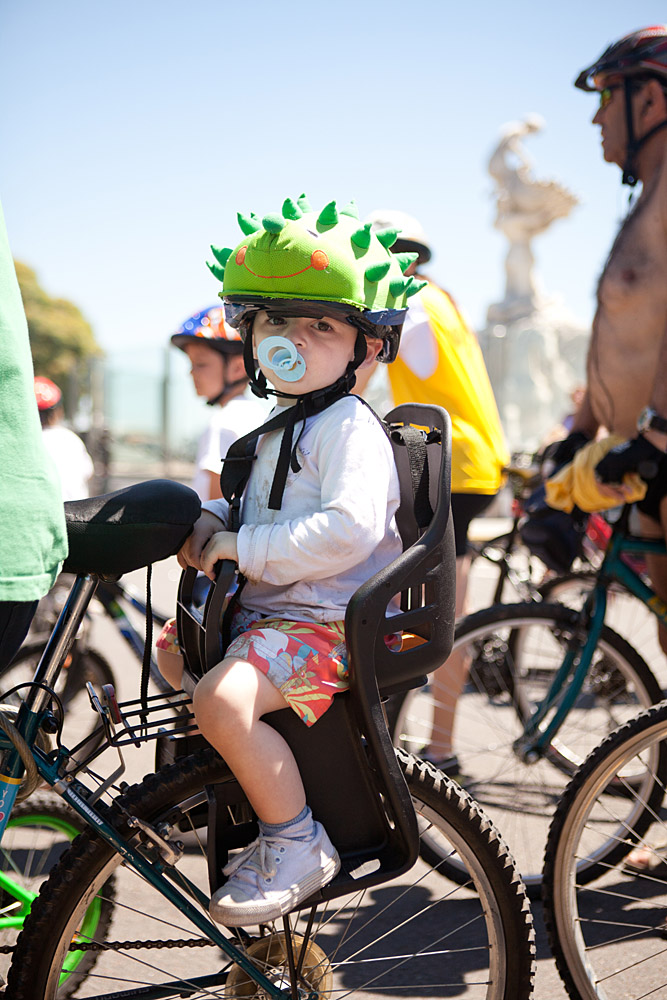
صندلی کودک دوچرخه
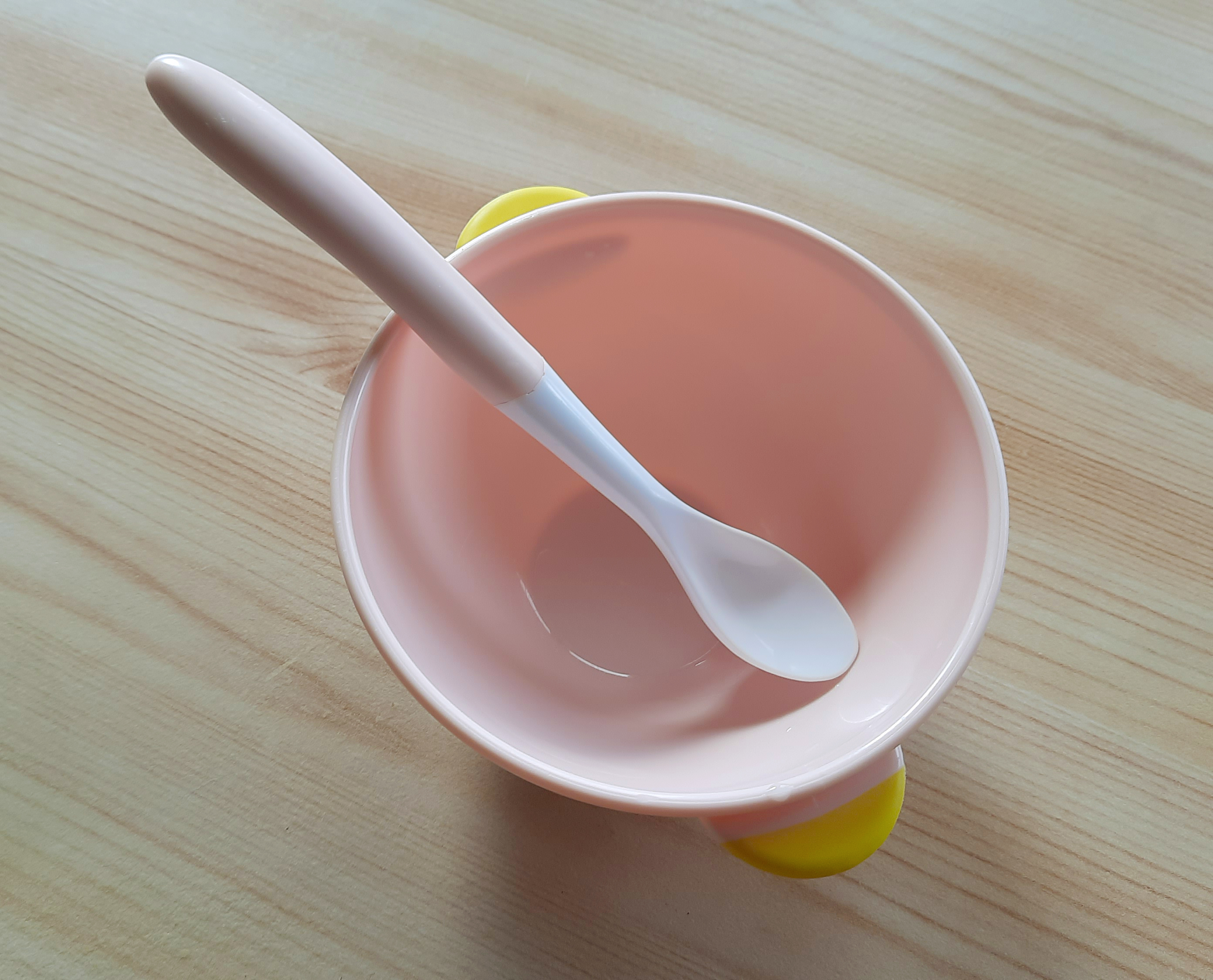
ظرف و قاشق نوزاد
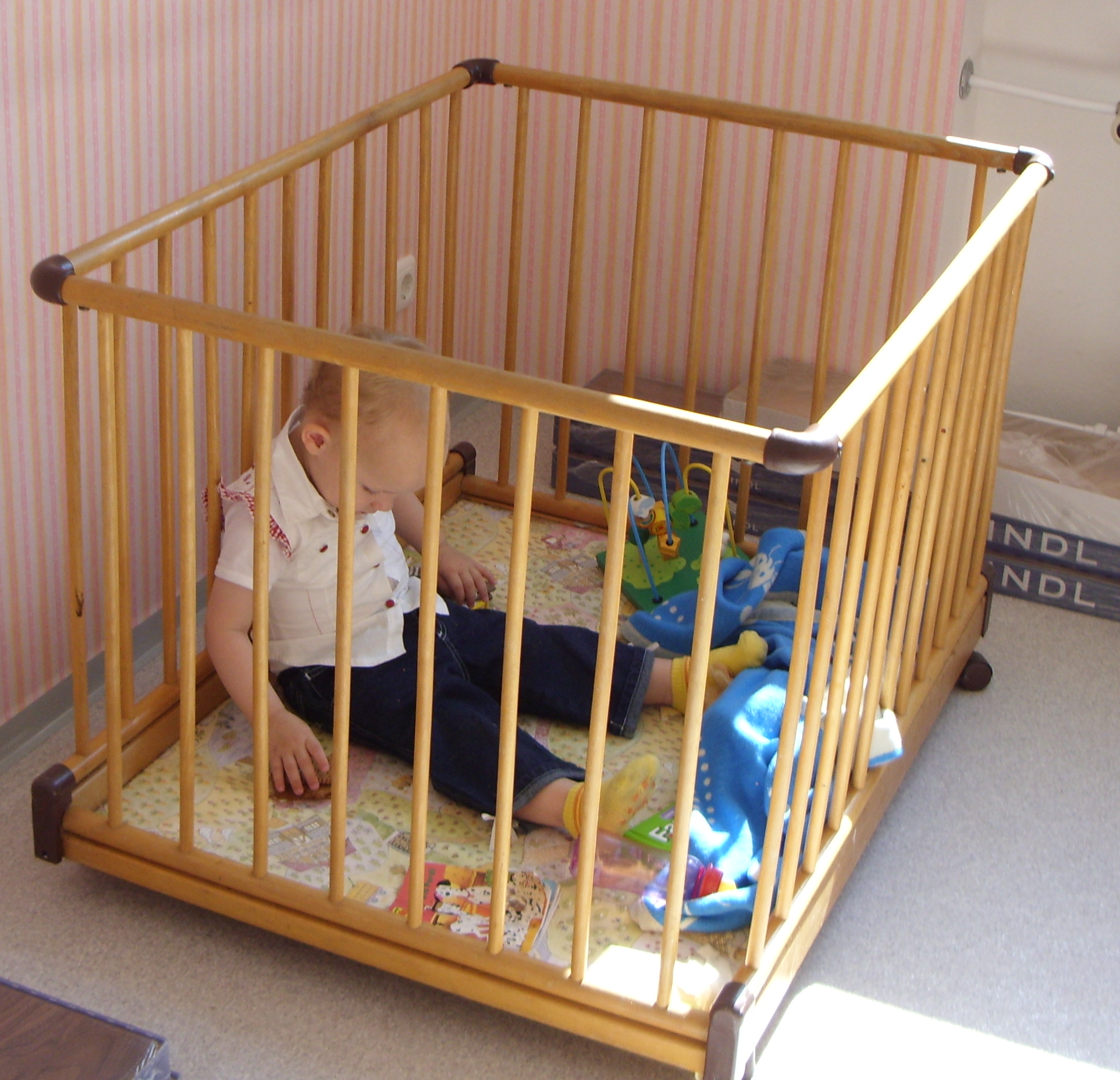
پلی‌پن (Playpen)
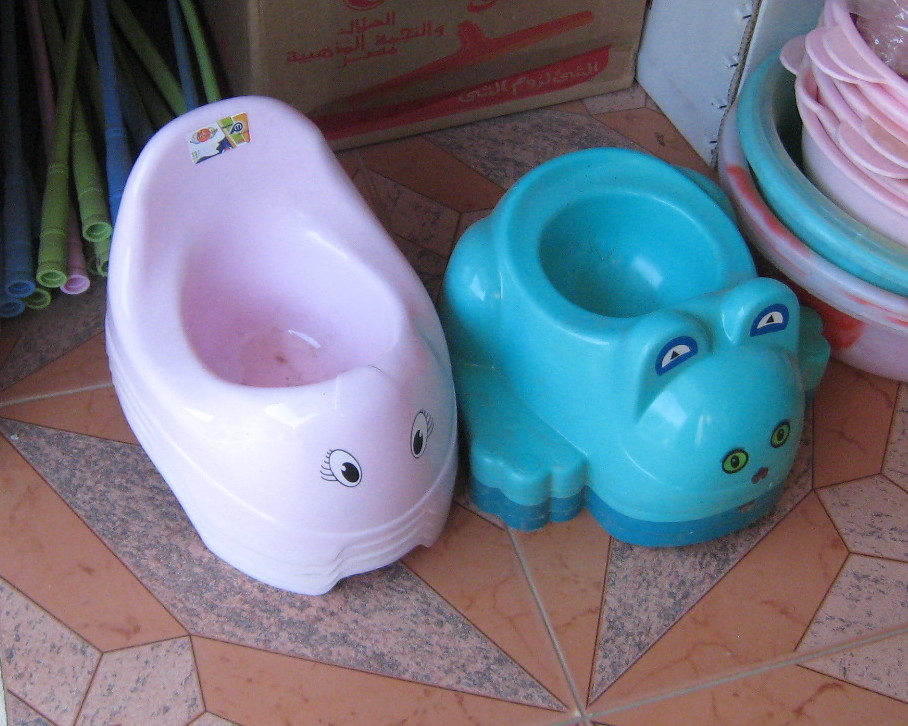
صندلی پوتی (Potty chair)
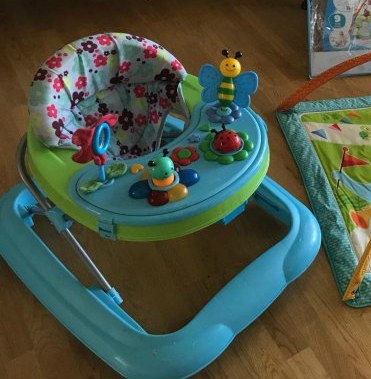
بیبی واکر (روروک)